# Friesenanzeiger
Der Friesenanzeiger ist ein kostenloses Anzeigenmagazin, das in Nordfriesland mit Südtondern und Eiderstedt, Pellworm sowie Dithmarschen und Dänemark, dort vor allem in Nordschleswig, erhältlich ist. Der Friesenanzeiger erscheint monatlich mit einer Auflage von 45.000 Exemplaren (2023).
Das Anzeigenmagazin ist teilweise zweisprachig deutsch/dänisch ausgeführt, hat einen Umfang von mindestens 100 Seiten und erscheint jeweils zum Monatsende.
Das Magazin Friesenanzeiger berichtet über Land & Leute, Regionales und Kultur. Dazu kommen Rubriken wie Immobilien, Veranstaltungskalender, Informationen über Lifestyle, Gesundheit, Sport, Fitness, Nightlife, Messen und Events. Zudem wird eine Vier-Wochen-Übersicht über gängige TV-Programme veröffentlicht.
Der Vertrieb erfolgt als Stapelauslage und im Abonnement, es existieren bis zu 2500 Auslagestellen.